# Schweizer Cup (Eishockey)
Der Schweizer Cup im Eishockey war ein Pokalwettbewerb, der zwischen  2014 und 2021 ausgetragen wurde. Bereits in den Jahren 1957 bis 1966 existierte ein Pokalwettbewerb im Schweizer Eishockey, Rekordsieger mit drei Titeln war der HC Neuchâtel Young Sprinters.
Die Wiedereinführung des Wettbewerbs nach 48 Jahren wurde vom Schweizerischen Eishockeyverband lange geplant und 2013 definitiv beschlossen. Der Wettbewerb nannte sich offiziell Swiss Ice Hockey Cup. Der Wettbewerb war stets umstritten, 2020 wurde beschlossen, den Wettbewerb nach der Saison 2020/21 nicht mehr weiter auszutragen. Seit 2021 wird als Nachfolgewettbewerb  der National Cup im Männer- und Frauenbereich ausgespielt.

## Format
32 Teams kämpfen in insgesamt fünf Runden im K.-o.-System um die Trophäe. Mit dabei sind alle 12 Teams der National League A, 10 Mannschaften der Swiss League, sowie 10 Teams aus der Swiss Regio League (MSL oder tiefer). Die 10 Startplätze der Swiss League rühren daher, dass es bei der Neulancierung des Cups nur eben 10 Teams in der damaligen NLB gab. Da der Modus seither nie angepasst wurde, können die beiden letztplatzierten Teams der Swiss League (massgebend ist die Qualifikation vom Vorjahr) nicht am SIHC teilnehmen. Die Teams der Swiss Regio League bestreiten seit der Saison 2016/17 eine Qualifikation.
Bei der Auslosung zur ersten Cuprunde sind die 12 Teams der National League sowie die vier besten Teams der Swiss League (Qualifikation vom Vorjahr) gesetzt. Die Teams werden bei der Auslosung zur ersten Runde zudem in regionale Gruppen eingeteilt. Ab der zweiten Runde sind alle Teams im selben Topf eingeteilt, damit kann jeder Verein auf jeden Gegner treffen, dies unabhängig von Ligazugehörigkeit und geografischen Gesichtspunkten. In jeder Runde wird dem unterklassigen Team der Heimvorteil zugesprochen.
Nach den Cupfinal 2021 entschieden die Profiligen National League und Swiss League, nicht mehr am Cup teilzunehmen. Der Schweizer Cup wurde in National Cup umbenannt und zunächst nur mit Amateur Teams ausgetragen. Zur Saison 2023/24 nahmen erneut die Teams der Swiss League am National Cup teil.

## Austragungen
Rekordsieger sind die HC Neuchâtel Young Sprinters, die ZSC Lions und der SC Bern mit je drei Titeln. Zweimal konnte ein Cupsieger seinen Titel erfolgreich verteidigen, zum einen der HC Neuchâtel Young Sprinters 1958, zum anderen der Zürcher SC 1961.
| Jahr | Sieger                       |
| ---- | ---------------------------- |
| 1957 | HC Neuchâtel Young Sprinters |
| 1958 | HC Neuchâtel Young Sprinters |
| 1959 | Servette HC                  |
| 1960 | Zürcher SC                   |
| 1961 | Zürcher SC                   |
| 1962 | HC Ambrì-Piotta              |
| 1963 | HC Neuchâtel Young Sprinters |
| 1964 | EHC Visp                     |
| 1965 | SC Bern                      |
| 1966 | Grasshopper Club Zürich      |
| 1972 | Genève-Servette HC           |
| 2015 | SC Bern                      |
| 2016 | ZSC Lions                    |
| 2017 | EHC Kloten                   |
| 2018 | SC Rapperswil-Jona Lakers    |
| 2019 | EV Zug                       |
| 2020 | HC Ajoie                     |
| 2021 | SC Bern                      |
| 2022 | EHC Arosa 1                  |
| 2023 | HCV Martigny 1               |
| 2024 | EHC Basel 2                  |